# Nova Levante
Nova Levante, németül: Welschnofen, település Olaszországban, Bolzano autonóm megyében. Lakosainak száma 2034 fő (2023. január 1.). Nova Levante Moena, San Giovanni di Fassa, Tires, Cornedo all’Isarco, Nova Ponente és Predazzo községekkel határos.

## Népesség
A település népességének változása:
| Lakosok száma | 1932 | 1976 | 2034 |
|               | 2017 | 2018 | 2023 |